# Павловский уезд (Воронежская губерния)
Павловский уезд — административно-территориальная единица в составе Воронежской губернии, существовавшая в 1727—1924 годах. Уездный город — Павловск.

## Географическое положение
Уезд располагался в центральной части Воронежской губернии. Площадь уезда составляла в 1897 году 3 694,4 вёрст² (4 204 км²).

## История
Павловский уезд, как местность вокруг города Павловска, известен с 1727 года в составе Воронежской провинции Воронежской губернии.
В 1779 году Павловский уезд был официально оформлен в составе Воронежского наместничества (с 1796 года — Воронежской губернии).
12 мая 1924 года уезд был упразднён, его территория разделена между Бобровским и Богучарским уездами.
В 1928 году после ликвидации губерний и уездов на территории бывшего Павловского уезда был образован Павловский район Россошанского округа Центрально-Чернозёмной области.

## Население
По данным переписи 1897 года в уезде проживало 157 365 чел. В Павловске проживало 7 202 чел.

### Языковой состав
Родной язык населения Павловского уезда по данным переписи 1897 года:
| Язык                       | Численность, чел. | Доля     |
| -------------------------- | ----------------- | -------- |
| Русский («великорусский»)  | 90 988            | 57,82 %  |
| Украинский («малорусский») | 66 061            | 41,98 %  |
| Другие                     | 316               | 0,20 %   |
| Итого                      | 157 365           | 100,00 % |

## Административное деление
В 1890 году в состав уезда входило 19 волостей:
| № п/п | Волость                | Волостное правление       | Число селений | Население |
| ----- | ---------------------- | ------------------------- | ------------- | --------- |
| 1     | Александровская        | сл. Александровка         | 1             | 8479      |
| 2     | Александровско-Донская | сл. Александровка-Донская | 4             | 5232      |
| 3     | Буйловская             | сл. Буйлово               | 3             | 6022      |
| 4     | Верхне-Мамонская       | с. Верхний Мамон          | 2             | 10469     |
| 5     | Воронцовская           | сл. Воронцовка            | 3             | 11316     |
| 6     | Гавриловская           | сл. Гавриловка            | 3             | 2088      |
| 7     | Гнилушинская           | с. Гнилуша                | 2             | 9341      |
| 8     | Гороховская            | с. Гороховка              | 3             | 10564     |
| 9     | Журавская              | с. Журавка                | 2             | 8152      |
| 10    | Казинская              | сл. Казинка               | 2             | 6695      |
| 11    | Ливенская              | с. Ливенка                | 4             | 7297      |
| 12    | Лосевская              | сл. Лосево                | 7             | 15180     |
| 13    | Михайловская           | сл. Михайловка            | 4             | 3856      |
| 14    | Нижне-Мамонская        | с. Нижний Мамон           | 6             | 11609     |
| 15    | Николаевская           | сл. Николаевка            | 3             | 1858      |
| 16    | Петровская             | сл. Петровка              | 6             | 5774      |
| 17    | Пузевская              | с. Пузево                 | 6             | 16621     |
| 18    | Семеновская            | сл. Семеновка             | 7             | 5077      |
| 19    | Шестаковская           | с. Шестаково              | 6             | 10636     |

В 1913 году в уезде было 20 волостей, упразднены Николаевская и Пузевская волости, образованы Гвазданская (с. Гвазда), Клеповская (с. Клеповка) и Солонецкая (с. Солонецкое) волости.

## Населённые пункты
По переписи 1897 года наиболее крупные населённые пункты уезда:
| - сл. Воронцовка - 9541 чел.; - с. Верхний Мамон - 8237 чел.; - с. Гнилуша - 8170 чел.; - с. Гороховка - 7562 чел.; - с. Нижний Мамон - 7241 чел.; - город Павловск – 7202 чел.; - с. Журавка - 5949 чел.; - сл. Лосево - 5936 чел.; | - с. Гвазда - 5422 чел.; - с. Шестаково - 5401 чел.; - с. Буйловка - 5338 чел.; - с. Александровка - 4890 чел.; - с. Клёповка - 4726 чел.; - с. Ливенка - 3755 чел.; - сл. Казинка - 3210 чел.; - с. Осетровка - 3042 чел.; | - с. Пузево - 2927 чел.; - сл. Петровка - 2658 чел.; - сл. Александровка Донская - 2536 чел.; - сл. Мамоновка - 2529 чел.; - с. Ерышёвка - 2215 чел.; - с. Нижняя Гнилуша - 2211 чел.; - с. Нижний Кисляй - 2031 чел.; |